# فرانك إل. يونغ
فرانك إل. يونغ (بالإنجليزية: Frank L. Young)‏ هو محام وقاض وسياسي أمريكي، ولد في 31 أكتوبر 1860، وتوفي في 21 مايو 1930م. حزبياً، نشط في الحزب الجمهوري. وقد انتخب عضو جمعية ولاية نيويورك.